# China Railway High-speed
China Railway High-speed (CRH) (chiń. 中国铁路高速; pinyin Zhōngguó Tiělù Gāosù) – system kolei dużych prędkości obsługiwany przez koleje chińskie.
Pociągi CRH jeżdżą z prędkościami powyżej 200 km/h. Ekspres tego systemu kursuje ze średnią szybkością 350 km/h. Według władz chińskich, jest najszybszy na świecie. Według biura transportu chińskiego ministerstwa kolei, maksymalna szybkość tego pociągu osiągnięta w 2009 wynosi 394,2 km/h.

## Pociągi CRH
- CRH1 na bazie Bombardier Regina C2008.
- CRH2 na bazie Kawasaki Heavy Industries E2 Series Shinkansen
- CRH3 na bazie Siemens Velaro
- CRH5 na bazie Alstom Pendolino

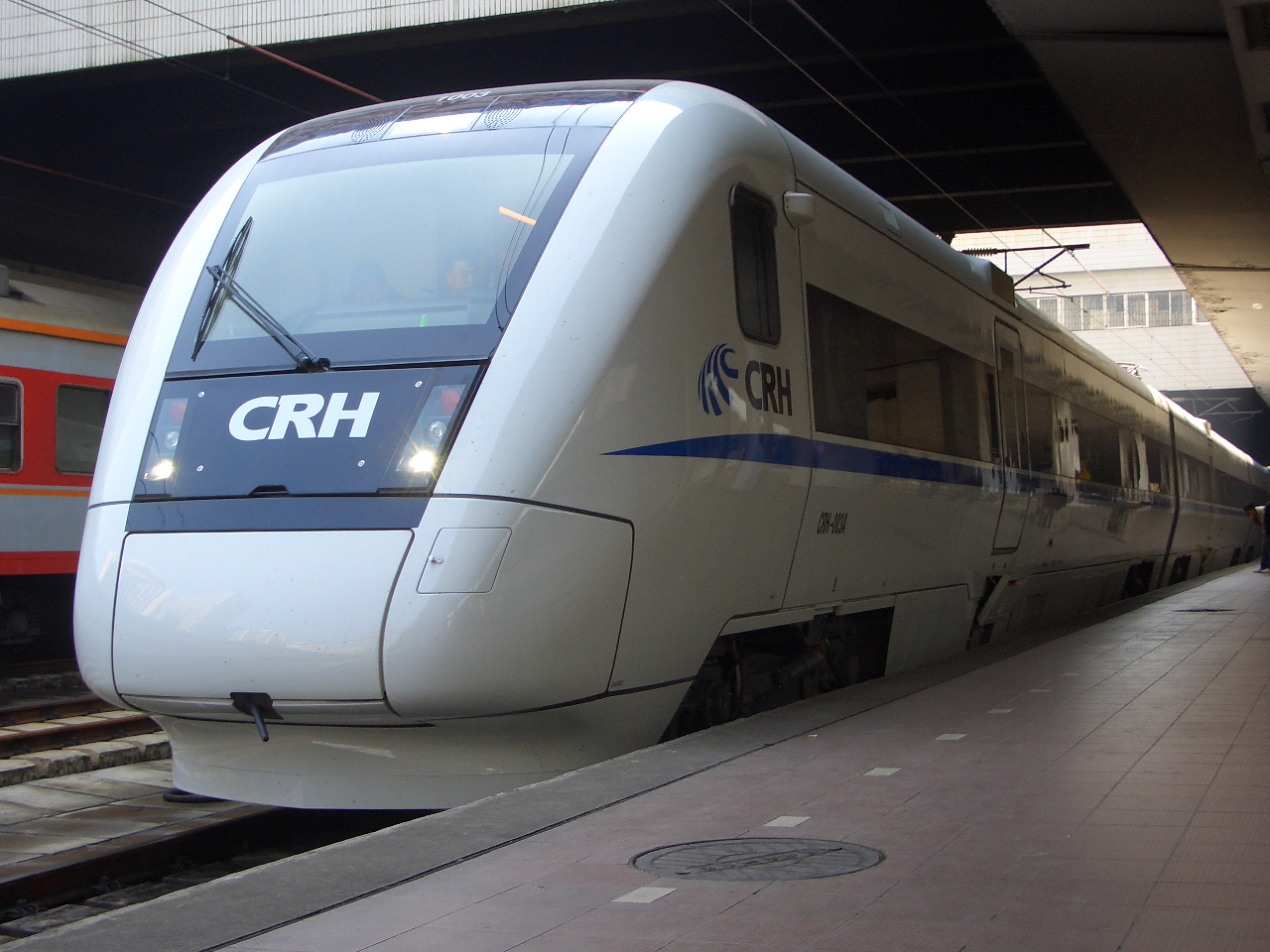
CRH1
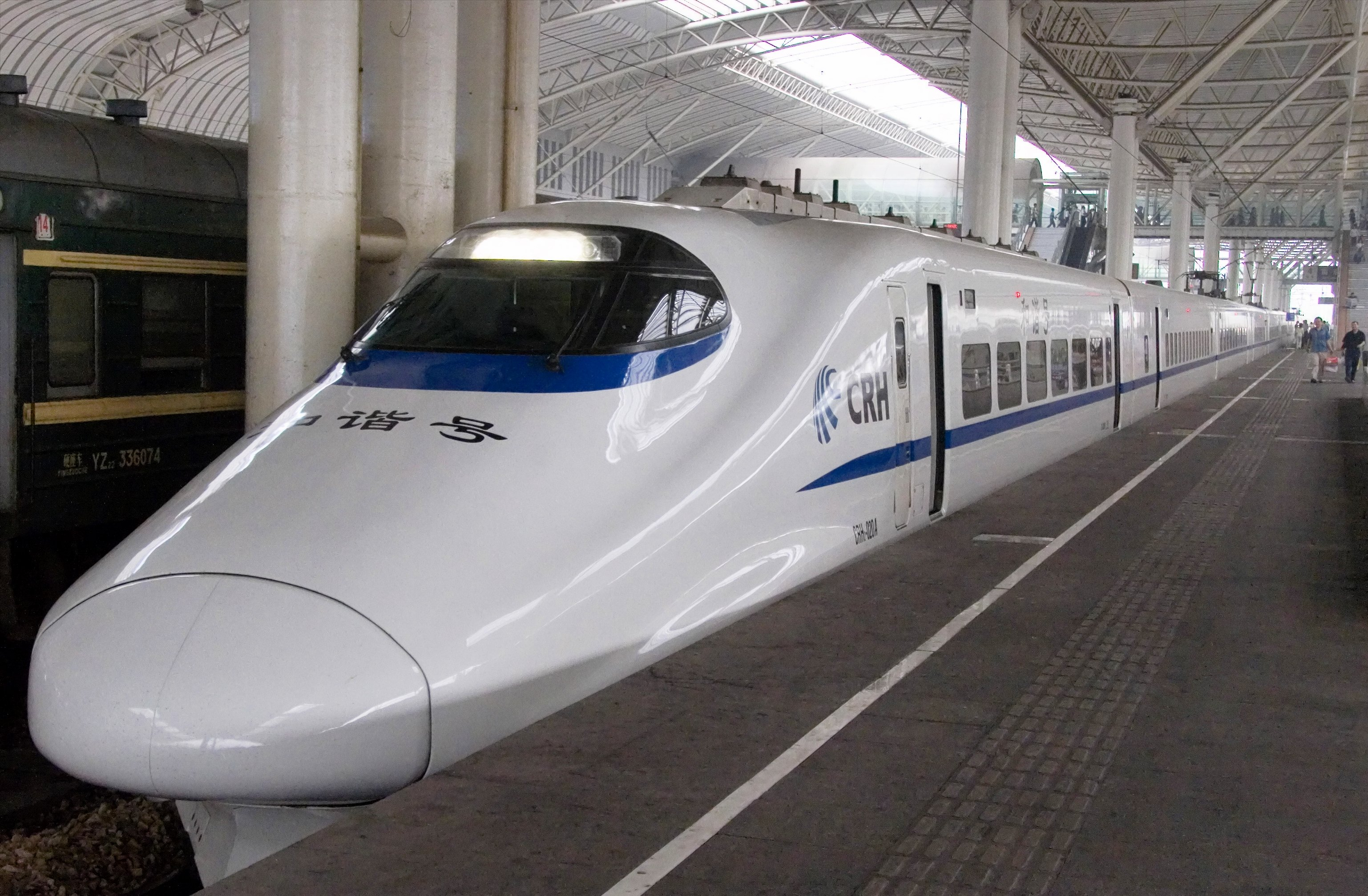
CRH2
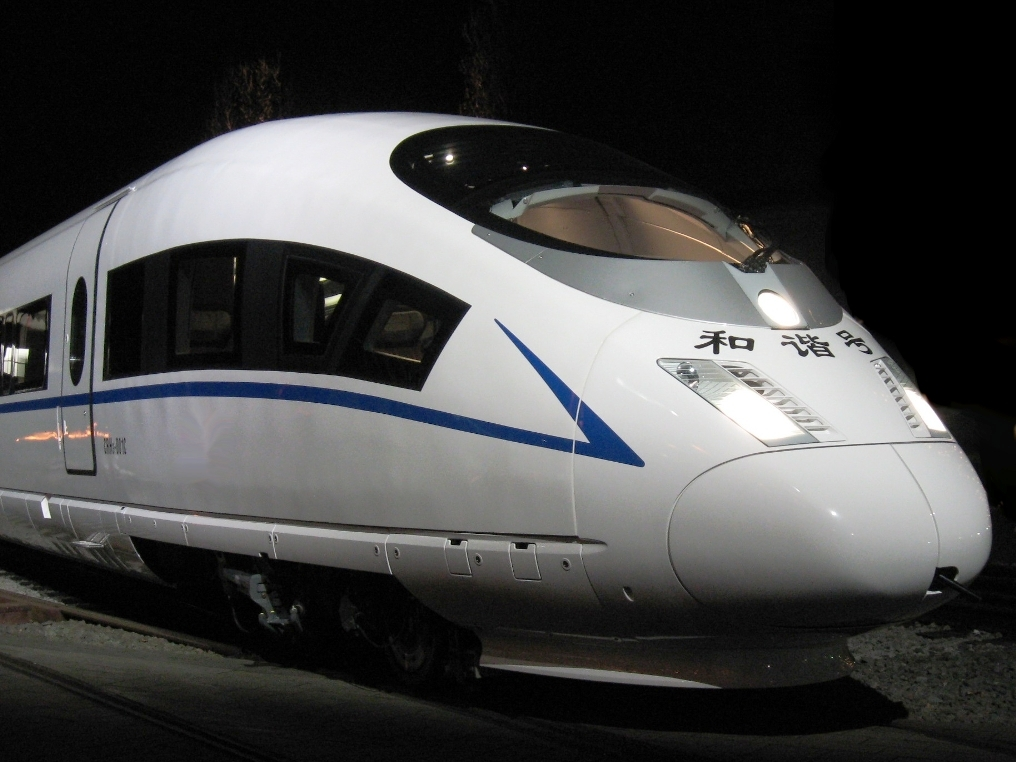
CRH3
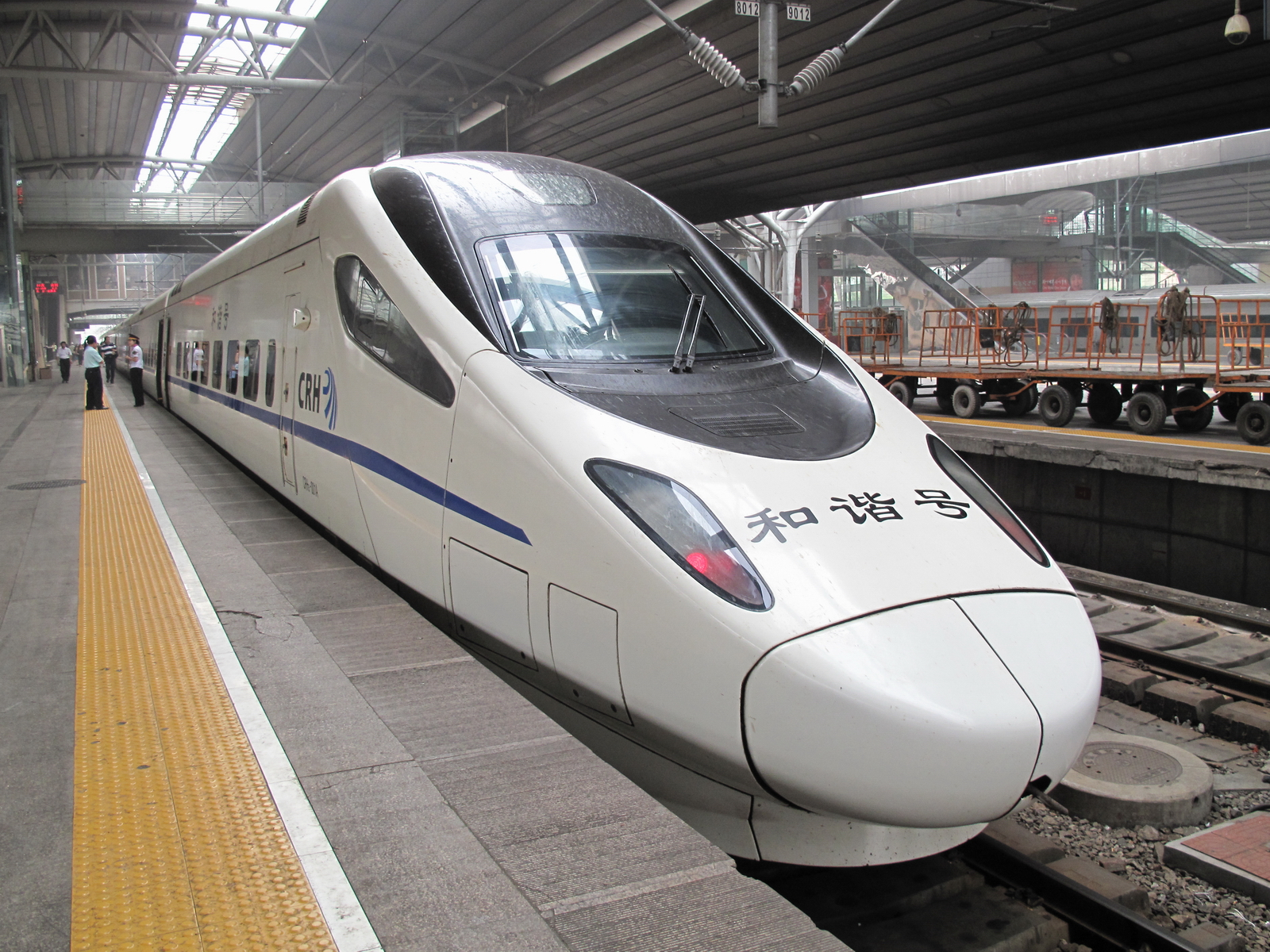
CRH5